# U-blox
U-blox je švýcarská společnost, která vytváří bezdrátové polovodiče a moduly pro spotřebitelské, automobilové a průmyslové trhy. Fungují jako fabless IC a design house.
Získali tucet společností po jejich IPO v roce 2007, po akvizici connectblue v roce 2014 a Lesswire v roce 2015 získali v roce 2019 moduly společnosti Rigado.
V roce 2020 společnost U-blox získala Thingstream.
Společnost U-blox byla založena v roce 1997 a sídlí ve švýcarském Thalwilu.
Společnost je kotována na švýcarské burze cenných papírů (SIX:UBXN) a má pobočky v USA, Singapuru, Číně, Tchaj-wanu, Koreji, Japonsku, Indii, Pákistánu, Austrálii, Irsku, Spojeném království, Belgii, Německu, Švédsku, Finsku, Itálii a Řecku.
U-blox vyvíjí a prodává čipy a moduly, které podporují globální navigační satelitní systémy (GNSS), včetně přijímačů pro GPS, GLONASS, Galileo, BeiDou a QZSS.
Bezdrátový rozsah se skládá z modulů GSM, UMTS a CDMA2000 a LTE, jakož i modulů Bluetooth a WiFi. Všechny tyto produkty umožňují dodávku kompletních systémů pro lokalizační služby a M2M aplikace (komunikace mezi stroji) v internetu věcí, které se spoléhají na konvergenci 2G/3G/4G, Bluetooth-, Wi-Fi technologie. a satelitní navigace.
U-blox poskytuje startovací sady, které umožňují rychlé prototypování různých aplikací pro internet věcí.